# ウゴカス
株式会社ウゴカス（英名: UGOKASU Inc.）は、日本の広告クリエイティブブティック。
TVCMなどの広告制作・企業スローガン制作・講演・出版を手がける。

## 沿革
- 2014年1月6日 - 株式会社ウゴカスとして、設立[1]。

## 所在地
- 〒107-0062　東京都港区南青山5-16-3メゾン青南7F

## 企業理念
「日本人の、コミュニケーション能力をベースアップさせる。」

## 制作事例
- ルックプラス　バスタブクレンジング　TVCM「パレード」篇
- 飄月堂「たこパティエ」プロモーション
- システマハグキプラス　TVCM「歯ぐきが共鳴」篇
- オープンハウス　TVCM「登場」篇
- 天使のブラ　TVCM「朝の身じたく」篇
- ルック　 おふろの防カビくん煙剤　TVCM
- Magica 速乾＋　TVCM「初めて使った衝撃」篇
- クリニカアドバンテージNEXT STAGE TVCM「リスクゾーンに注目」篇
- KOSE COSMEPORT フォーチュン  TVCM「発色の魔法」篇
- Baby Kumon TVCM「ママとのきずな、すくすく」篇
- システマEX TVCM「絶対になっていません！」篇
- デントヘルス  TVCM「歯のジェンガ」篇
- NOMURA「HAPPY MONEY CYCLE」
- KOSE FASIO TVCM「実証ライブ」篇
- アジエンス　TVCM「生きている」篇
- Sheraton Hotel ブランディング「想いを、ふる舞いに」
- Sunmark Publishing Philosophy and Books Creative Direction/Copywriting
- 東武鉄道 企業広告「人のために、ひとつひとつ」
- 「Shine As Birth」リブランディング
- 福岡WEB小説「ぴりから」福岡県プロモーション
- 「プラウドシティ南浦和」立ち上げブランディング
- 「MARK is」立ち上げブランディング
- サンシャイン水族館　ペンギンナビ　ARプロモーション

※公式ホームページ「広告制作」より抜粋